# Campeonato Gaúcho de Futebol de 1964 - Série A
O Campeonato Gaúcho de Futebol de 1964, foi a 44ª edição da competição no Estado do Rio Grande do Sul. A disputa foi de turno e returno em pontos corridos. O campeonato teve seu início em 2 de maio e  o término em 31 de outubro de 1964. O campeão deste ano foi o Grêmio.

## Regulamento
As doze equipes se enfrentam em turno e returno. O clube com mais pontos é declarado o campeão e representará o Rio Grande do Sul na Taça Brasil 1965. O primeiro critério de desempate é saldo de gols. O último colocado enfrenta o campeão da Divisão de Acesso para definir o último integrante do Campeonato Gaúcho - Divisão Especial 1965. Este confronto é conhecido como Torneio da Morte.

## Participantes
| - Aimoré (São Leopoldo)4ª - Brasil (Pelotas)14ª - Cruzeiro (Porto Alegre)5ª - Farroupilha (Pelotas)8ª - Caxias* (Caxias do Sul)4ª - Novo Hamburgo** (Novo Hamburgo)21ª | - Grêmio (Porto Alegre)22ª - Guarany (Bagé)14ª - Internacional (Porto Alegre)20ª - Juventude (Caxias do Sul)6ª - Pelotas (Pelotas)12ª - Rio Grande (Rio Grande)5ª |

* O Caxias disputou a competição com o nome Flamengo.

** O Novo Hamburgo disputou a competição com o nome Floriano.

## Classificação Final
| 1º Grêmio 40 2º Internacional 37 3º Juventude 26 4º Brasil 26 5º Novo Hamburgo 19 6º Pelotas 18 | 7º Aimoré 18 8º Farroupilha 18 9º Guarany 17 10º Cruzeiro 16 11º Caxias 15 12º Rio Grande 14 |

## Campeão
| Campeonato Gaúcho de Futebol 1964             |
| --------------------------------------------- |
| Grêmio Foot-Ball Porto Alegrense (15º título) |

## Artilheiro
Oli (Aimoré) 14 gols

## Segunda Divisão
Campeão:Bagé
2º Lugar:Avenida